# Bonita (Luisiana)
Bonita es una villa ubicada en la parroquia de Morehouse, en el estado estadounidense de Luisiana. En el Censo de 2010 tenía una población de 284 habitantes y una densidad de 81,28 personas por km².

## Geografía
Bonita se encuentra ubicada en las coordenadas 32°55′14″N 91°40′30″O / 32.92056, -91.67500. Según la Oficina del Censo de los Estados Unidos, Bonita tiene una superficie total de 3.49 km², toda ella tierra firme.

## Demografía
Según el censo de 2010, había 284 personas residiendo en Bonita. La densidad de población era de 81,28 hab./km². De los 284 habitantes, Bonita estaba compuesto por el 34.86% blancos, el 61.62% eran afroamericanos, el 2.11% eran asiáticos, el 1.06% eran de otras razas y el 0.35% pertenecían a dos o más razas. Del total de la población el 7.39% eran hispanos o latinos de cualquier raza.